# El Llano, Chiapas
El Llano är en ort i Mexiko.   Den ligger i kommunen Ostuacán och delstaten Chiapas, i den sydöstra delen av landet, 600 km öster om huvudstaden Mexico City. El Llano ligger 196 meter över havet och antalet invånare är 121.
Terrängen runt El Llano är huvudsakligen kuperad, men västerut är den platt. Runt El Llano är det ganska glesbefolkat, med 25 invånare per kvadratkilometer. Närmaste större samhälle är Nuevo Juan del Grijalva, 2,7 km norr om El Llano. I omgivningarna runt El Llano växer huvudsakligen savannskog.